# Kim Jiyoung, née en 1982
Kim Jiyoung, née en 1982 ((ko) 82년생 김지영) est un roman féministe de l'autrice sud-coréenne Cho Nam-joo, paru en Corée du Sud en 2016.
Il a été publié en français avec une traduction de Pierre Bisiou et Kyungran Choi aux éditions Nil en 2020. En 2021, il est aussi sorti en France au format poche chez les éditions 10/18.
Ce roman a reçu un grand succès critique, et a été salué comme l'un des romans féministes les plus importants de Corée du Sud, mais a été aussi fortement critiqué en Corée du Sud pour ses propos féministes.

## Résumé
Kim Jiyoung est une femme ordinaire, affublée d'un prénom commun - le plus donné en Corée du Sud en 1982, l'année de sa naissance. Elle vit à Séoul avec son mari, de trois ans son aîné, et leur petite fille. Elle a un travail qu'elle aime mais qu'il lui faut quitter pour élever son enfant. Et puis, un jour, elle commence à parler avec la voix d'autres femmes.
Le roman est divisé en six parties, qui correspondent à autant de périodes de la vie du personnage. Cho Nam-joo montre une image de la femme coréenne piégée dans une société traditionaliste contre laquelle elle ne parvient pas à lutter.

## Thèmes du roman
Le roman décrit la vie simple et conventionnelle d'une femme coréenne. Kim Jiyoung est le prénom de plus donné en Corée du Sud en 1982. L'héroïne est extrêmement ordinaire, et c'est le but. Le roman aborde les thèmes des inégalités de genre en Corée du Sud, et ce dans toutes les étapes de la vie d'une femme, que ce soit dans son enfance (Kim Jiyoung est toujours placée au second plan par rapport à son frère), dans sa vie professionnelle, et dans son rôle de mère et d'épouse. Des thématiques comme la discrimination que subissent les femmes au travail, mais aussi le harcèlement sont aussi abordées.

## Accueil critique
Le roman est publié lors du mouvement #Metoo coréen, et est rapidement devenu un best-seller, se vendant à plus d'un million d'exemplaires. Il a très vite connu un succès international, est aujourd'hui traduit dans dix-huit langues différentes, dont le français. De nombreuses femmes coréennes se sont senties concernées par ce roman, considérant qu'il racontait leur vie,.
Certaines stars coréennes ont parlé de ce roman en des termes très élogieux, comme par exemple la chanteuse Sooyoung du groupe Girls' Generation ou encore le rappeur RM du groupe BTS.
En 2017, un membre de l'Assemblée nationale sud-coréenne a acheté des exemplaires de Kim Jiyoung pour l'ensemble du corps législatif. Un politicien du Parti de la justice de gauche en a donné une copie au président Moon Jae-in avec une note l'implorant de s'occuper de femmes comme Kim Jiyoung. Lorsque Séoul a adopté un nouveau budget avec des fonds supplémentaires pour la garde d'enfants, le maire de la ville a promis qu'il n'y aurait « plus de chagrin pour Kim Jiyoung ».
En 2020, le roman est sélectionné pour le National Book Award dans la catégorie de la littérature traduite.

### Polémiques
Le roman a suscité de nombreuses polémiques dès sa sortie en Corée du Sud pour son caractère féministe. Certaines critiques l'accusent notamment d'être subjectif et d'encourager à la haine contre les hommes.
Ainsi, pour avoir affirmé l'avoir lu, la chanteuse coréenne Irene du groupe Red Velvet a subi une vague de harcèlement en ligne.
Un groupe de jeunes masculinistes avait lancé une campagne de financement participatif dans le but de publier un roman parodique nommé Kim Jiyoung, né en 1990 afin de parler du « sexisme inversé subi par les hommes sud-coréens ».
L’actrice Jung Yu-mi, qui joue le rôle de Kim Jiyoung dans le film, a reçu des milliers de commentaires haineux sur ses réseaux sociaux lorsqu'elle a annoncé jouer ce rôle. Une pétition a été mise en place afin de demander au président de ne pas autoriser le film à sortir, et le film a reçu de mauvaises notes sur des sites internets avant même sa sortie.
À la sortie de l'adaptation en film, certains couples se sont séparés en Corée pour des désaccords sur les sujets abordés par le film.

## Adaptation
En 2019, le livre a fait l'objet d'une adaptation au cinéma, Kim Ji-young: Born 1982, réalisée par Kim Do-young, avec l'actrice Jung Yu-mi dans le rôle de Kim Jiyoung. Le film a eu un grand succès et a, tout comme le roman, suscité de nombreuses polémiques.